# تبرستان
طبرستان، تَبَرِستان و تَپورِستان (به پارسی میانه: ) (مازندرانی: تَوِرِسّون، تِپورِسّون) به بخشی از سرزمین‌های میان کوه‌های البرز و دریای مازندران گفته می‌شده‌است. نام «طبرستان» معرَّب واژهٔ «تپورستان» بوده و به نام قوم تپوری (به یونانی: Τάπυροι ت.ت. 'تَپیری')، یکی از قبایل ایرانی‌تبار دوران باستان، بازمی‌گردد که در جنوب دریای مازندران سکونت داشتند و پس از اسلام تبری نام گرفتند. برای ریشهٔ نام تبرستان، به‌جز قوم تپوری، گمان‌های دیگری نیز زده می‌شود و در زبان‌های گوناگون واژگانی مشابه وجود دارد.
سرزمین تبرستان در دوران اسلامی از سمت غرب با دیلم و از سمت شرق با جرجان همسایه بود و شامل شهرهای «آمل، ساریه، مامطیر، ترنجه، ربست، میلا، هزارگریب، مهروان، تمیش، تمار، ناتیل، چالس، رویان و کلار» می‌شد؛ هرچند تبرستان در اوج قدرت گرگان و دیلمان را شامل می‌شده‌است به‌گونه‌ای که گذشته‌نگاران اسلامی همچون زکریای قزوینی در آثار البلاد و اخبار العباد و ابن عبدالحق بغدادی تبرستان را سرزمینی میان عراق و خراسان بیان کرده‌اند، که در کنار دریای مازندران واقع شده‌است و شهرها و دهات بسیار دارد و محمد بن محمود بن احمد طوسی تبرستان را اقلیمی دانست که مرز آن از بلاد اران تا جرجان و حدی تا دریای مازندران تا طالقان و حمزهٔ اصفهانی، گذشته‌نگار قرن سوم، دیلم را بخشی از تبرستان گفته است. یوزف مارکوارت تبرستان را همان پتشخوارگر می‌داند و ابن فقیه همدانی پتشخوارگر را بخشی از تبرستان و از شهرهای رویان می‌داند. برپایه دیدگاه ابن فقیه همدانی رویان از کوره‌های تبرستان است و از شهرهای رویان: چالوس، لارز، شرز و بذشوارجر است.
سرزمین تبرستان پیش از اسلام جزئی از پتشخوارگر بود. این سرزمین پس از اسکندر، مدتی زیر ادارهٔ دولت یونانی بلخ و اشکانیان قرار گرفت و در زمان اشکانیان و ساسانیان جزئی از پتشخوارگر بود و تا سال ۴۸۸ میلادی بدست گشنسب شاهان اداره می‌شد و در سال ۴۸۸ میلادی زیر ادارهٔ ساسانیان درآمد و کاووس ساسانی به مدت ده سال به‌عنوان پتشخوارگرشاه بر تبرستان فرمانروایی نمود و پس از وی زرمهرشاهیان تا سال ۶۴۲ میلادی بر تبرستان به فرمانروایی پرداختند، پس از سرنگونی ایران‌شهر دربرابر حملهٔ اعراب ایستادگی کرد و سرزمین تبرستان تا زمان خلافت عباسی توسط خاندانی ساسانی‌تبار به نام دابویگان اداره می‌شد. پس از گشایش جلگه‌های تبرستان هم مناطق کوهستانی به مقاومت علیه مسلمانان ادامه دادند و دین مزدیسنا تا پایانه قرن سوم هجری و آغازین سدهٔ چهارم هجری بخشی از پیروان خود را نگه داشته بود. پس از این دوره داعیان و مبلغان مذهب اسلامی زیدیه در میان اهالی نفوذ کرده و با تبلیغات گسترده پیروانی کسب نموده و فرمانروایی علویان تبرستان را در سال ۲۵۰ قمری شکل دادند که منجر به تحولات زیادی در منطقه شد. رافع بن هرثمه از سرداران طاهری در سال ۲۷۷ قمری موفق به فتح تبرستان، دیلم و گیلان گردید ولی در اثر شکست از خلافت عباسی نفوذ خود را در تبرستان، دیلم و گیلان از دست داد و احمد سامانی در سال ۲۸۷ قمری موفق به فتح تبرستان گردید و به مدت ۱۴ سال تبرستان تحت نفوذ سامانیان درآمد و سپس علویان تبرستان در سال ۳۰۱ قمری توانستند بار دیگر بر تبرستان چیرگی یابند. پس از فروپاشی علویان تبرستان، سرداران دیلمی علویان توانستند حکومت‌های زیاریان، بوییان و سلاریان را ایجاد کرده و بخش قابل‌ملاحظه‌ای از قلمروهای اسلامی را به تبعیت خویش درآورند. تبرستان تا زمان ایجاد سلطنت سلجوقیان، در کنترل امیران زیاری باقی ماند و در این دوره خاندان قدیمی باوندیان که به‌طور سنتی حاکم سوادکوه بودند احیا گردیدند و در شرق تبرستان به تبلیغ آیین شیعهٔ امامیه پرداختند؛ این در حالی بود که پادوسپانیان، حاکمان محلی قدیمی رویان در غرب تبرستان، به مذهب تسنن درآمدند. در اثر حملهٔ مغول شهرهای تبرستان آسیب فراوان دیدند، ولی حکومت‌های محلی خودمختار باقی ماندند. در دورهٔ ملوک‌الطوایفی اندیشه‌های شیعهٔ امامیه و تصوف با تلاش‌های روحانیون آملی و خراسانی به‌تدریج در هم تنیده شد و جنبش سربداران در کومس پدید آمد که به‌واسطهٔ دولت مرعشیان در تبرستان نیز تسلط و حکومت یافت. مرعشیان بیش از دو قرن بر شرق تبرستان حکومت داشتند و در این دوره، پادوسپانیان در غرب تبرستان به دو شاخهٔ محلی تجزیه شدند. با روی کار آمدن دودمان صفویان، مرعشیان متحد این خاندان شده و با آن‌ها پیوند خانوادگی ایجاد کردند ولی همین پیوندها موجب اختلاف میان دو حکومت شده و در زمان شاه عباس صفوی بهانهٔ حملهٔ شاه به تبرستان شد و با شکست مرعشیان و پادوسپانیان از لشکریان قزلباش، تبرستان پس از آن به‌عنوان بخشی از ایران صفوی تبدیل گردید. سیاستمداران مازندرانی از آن پس در سیاست‌های ملی ایران نقش‌های پررنگی ایفا کردند. ایل قاجار از خاندان‌های مهاجر ترک در شرق مازندران بودند که در ۱۱۷۵ شمسی به قدرت رسیدند و پس از صد و سی سال، در ۱۳۰۴ شمسی توسط رضا پهلوی حکومتشان منحل گردید. در این دوره قیام‌هایی مسلحانه در شمال ایران روی داد که همگی توسط رضا پهلوی سرکوب شدند. رضا شاه خود از اهالی شهرستان شاهی(بعد از انقلاب ۵۷ نام شاهی به قائمشهر تغییر پیدا کرده و مناطق جویبار، سوادکوه، کیاکلا از شاهی جدا شده اند) در استان مازندران بود و اقداماتی جدی جهت نوسازی کشور انجام داد. تبرستان به‌مرور نام «مازندران» به خود گرفت و امروزه هستهٔ اصلی این سرزمین، با این نام شناخته می‌شود هرچند طبق گزارش مورخان مازندران تنها بخشی از تبرستان را شامل می‌شد. یکی از مهم‌ترین منطقه‌های تاریخی در شمال کشور ایران تبرستان بود.

## ریشه‌شناسی نام

قوم تپور در کنار آماردها پیش از ورود آریاییان در کنارهٔ دریای مازندران می‌زیستند و بعدها با کوچاندن آماردها در نواحی بیشتری سکنا گزیدند.

نام تبرستان را معرب عبارت «تپورستان» (به فارسی میانه: ) دانسته‌اند که اشاره به سرزمین سکونت قوم تپور دارد.  به گفتهٔ آریان گروهی از قوم تپور در عصر هخامنشی و اسکندر در میان هیرکانیا و آمارد حضور داشتند. در سنگ‌نوشته‌های هخامنشیان نامی از تپورها نیامده و منطقه‌ای که بعدها به آن‌ها منسوب شد، به نام هیرکانی خوانده می‌شد و در ساتراپ شانزدهم قرار داشت. تا زمان اشکانیان این سرزمین بخشی از پتشخوارگر به حساب می‌آمد.: ۹۹  اخیراً نام قوم تپوری توسط «وتر هنکلمن» (Wouter Henkelman) به همراه دپوراپ قومی ایلامی در دو متن از متون و الواح بایگانی‌های اداری تخت جمشید مربوط به دوره هخامنشی ذکر شده بود شناسایی شده‌اند. در یک مورد (pf0856) در هفت ماه اول سال ۲۴ حکومت داریوش (۴۹۸ قبل از میلاد) به جیره‌هایی به کارگران نوجوان تپوری داده شد اشاره شده است در حالی که در مورد دیگر (fn-nn-2458) مربوط به سال ۲۷ حکومت داریوش (۴۹۵ قبل از میلاد) نام قوم تپوری ثبت شد. تپورها در ابتدا در قسمت جنوب شرقی منطقه زندگی می‌کردند ولی آماردها توسط فرهاد یکم شکست خوردند و اشکانی‌ها ایشان را در قرن دوم پیش از میلاد در اطراف ری اسکان دادند. قلمرو سابق آمارد توسط تپورها اشغال شد و پس از آن نام تپورستان رایج گردید. نخستین سند ایرانی که در آن نام تبرستان آمده‌است، نامهٔ تنسر به گشنسب می‌باشد که گشنسب را «شاه پدشخوارگر و تبرستان» نامیده‌است.: ۹۹ 
اسدالله عمادی معتقدست که نام تاریخی سرزمین شمالی ایران در دوران باستان به‌صورت تپوش‌آری و تپوری و تپورستان بوده‌است که ریشه در نام قوم تپور دارد. او می‌گوید نخستین بار نام این سرزمین در کتیبه‌های آشوری به‌صورت تپوش‌آری ذکر شده‌است. اسدالله عمادی ادعای کوچ قوم تپور از پرثوه به مازندران را رد می‌نماید و می‌گوید پیش از آنکه اشکانیان به قدرت برسند تپورها در مازندران ساکن بودند و به تعدادی از منابع یونانی استناد می‌کند.
البته نظرات دیگری نیز در باب وجه تسمیه تبرستان نقل شده‌است. به‌طور مثال برخی آن را مرتبط با ابزار تبر هیزم‌شکنی دانستند یا «طبر» را به معنای کوه در ربان تبری عنوان کردند که با پسوند مکان جمع شده یا طبر را به معانی دیگری همچون «بید معلق»، «تپه» و… دانسته‌اند.: ۱۰۰–۱۰۱ 
به هر روی، سرزمین تبرستان از قرن هشتم هجری به بعد تدریجاً با نام مازندران شناخته شد و این نام جایگزین تبرستان شد.: ۹۹ 

## محدوده جغرافیایی

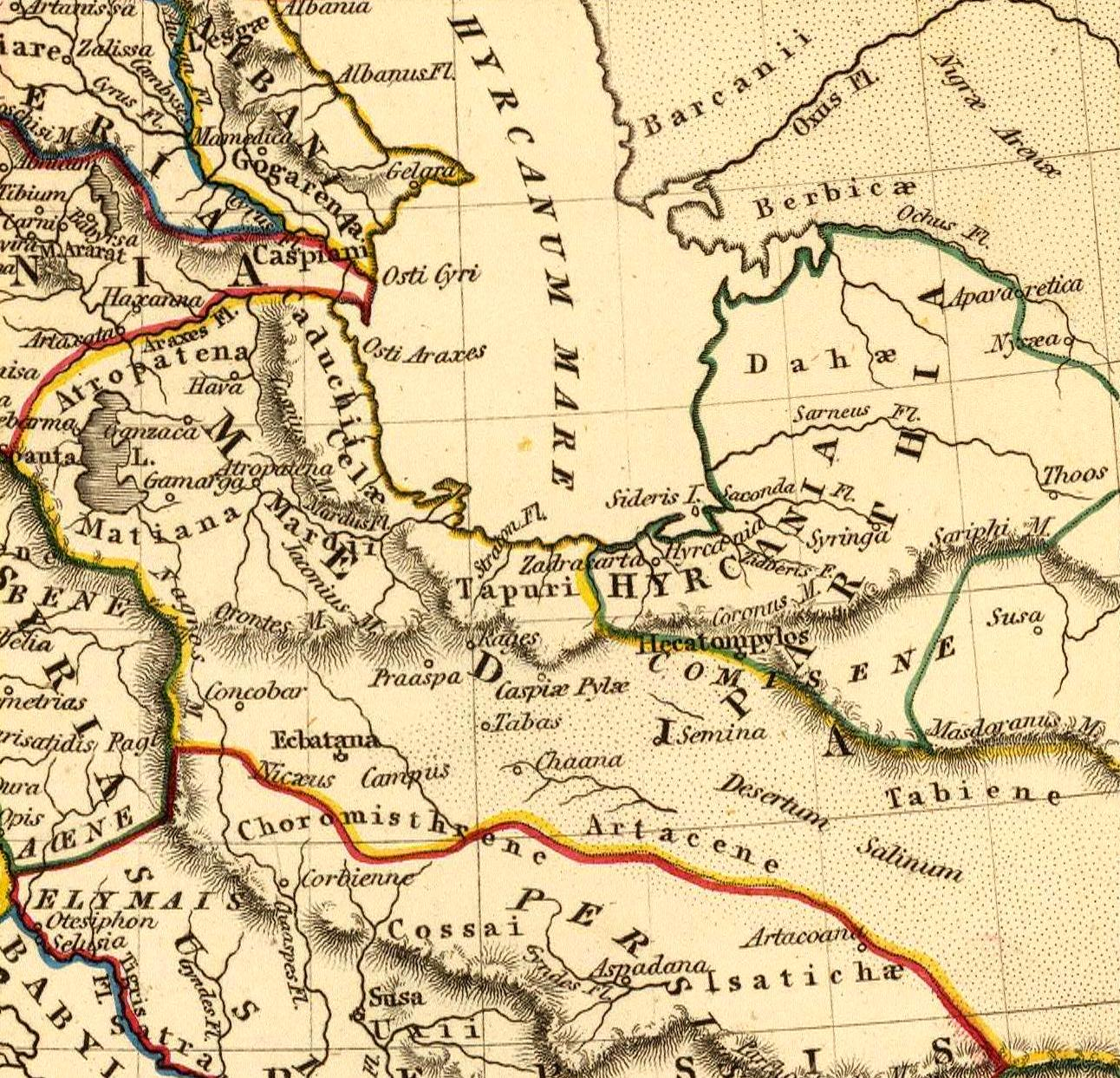
موقعیت تپورها در قرن دوم قبل از میلاد، از شرق سپیدرود تا هیرکانیا

نخستین منابعی که از تبرستان یا تپورستان نام برده‌اند، منابع یونانی هستند. به گفته آریان گروهی از قوم تپور در عصر هخامنشی و اسکندر در میان هیرکانیا و آمارد حضور داشتند و اسکندر سرزمین آمارد را به قلمرو فرادات حاکم تپور ضمیمه کرد. دیاکونوف از تپورستان (به ضمیمه آمارد) به عنوان یکی از ساتراپ‌های اسکندر نام می‌برد. پس از کوچانیدن آماردها، وسعت و جایگاه قلمرو تپورستان پایدار شده و تا پیش از حملهٔ اعراب ثابت ماند. در منابع ایرانی نامه تنسر به گشنسب یکمین مکتوبی است که از تبرستان به عنوان خطه‌ای جغرافیایی نام برده‌است. در زمان هرمز چهارم ساسانی نیز نام نبرستان در اشاره به ناحیهٔ محدودتری بیان شده.

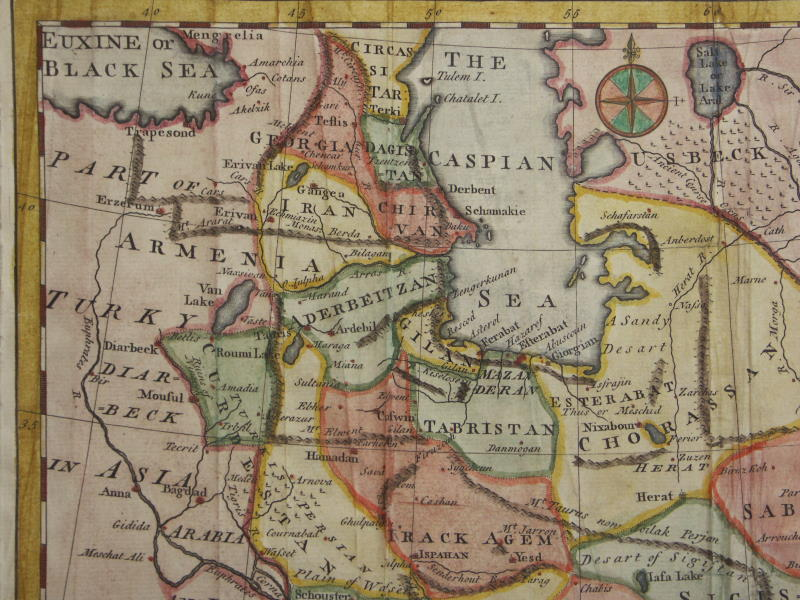
نقشه‌ای قدیمی که وسعت تبرستان را نشان می‌دهد

به نظر برتولد اشپولر، مورخ آلمانی، نواحی جنوبی دریای مازندران نه در زمان هخامنشیان و ساسانیان و نه پس از اسلام، جزئی از مرزهای ایران سیاسی نبودند ولی درون مرزهای جغرافیایی ایران قرار دارند. مورخان اسلامی محدوده‌هایی برای سرزمین تبرستان مطرح کرده‌اند که اختلافات جزئی با یکدیگر دارند، به‌طور مثال گرگان و استراباد را گاه جزئی از تبرستان و گاه سرزمینی مستقل دانسته‌اند. در واقع منابع اولیهٔ تاریخی و جغرافیایی، محدودهٔ تبرستان با اختلافاتی گزارش شده‌است. گاه این گزارش‌ها بر اساس قدرت سیاسی تبرستانیان و گاه بر پایهٔ وجهٔ فرهنگی منطقه بوده‌است.
به گفته گای لسترنج تبرستان و مازندران مترادف و به یک معنی بودند، اما در همان حال که اسم نبرستان بر تمام نواحی کوهستانی و اراضی پست ساحلی نامیده می‌شد اسم مازندران بر منطقه اراضی پست ساحلی که از دلتای سفیدرود تا جنوب خاوری بحر خزر امتداد دارد اطلاق می‌گردید.
به گفته ویلفرد مادلونگ، تپورها که در ابتدا در قسمت جنوب شرقی منطقه زندگی می‌کردند، در اوایل تحت تسلط هخامنشیان قرار گرفتند، آماردها توسط اسکندر بزرگ و بعداً توسط پارتیان شکست خوردند و در قرن دوم پیش از میلاد آنها را در اطراف ری اسکان دادند. قلمرو سابق آماردها توسط تپورها اشغال شده بود. بطلمیوس در ناحیه شرق دیلم در ساحل دریای مازندران تنها از تپورها یاد می‌کند. دیلم بخش کوهستانی گیلان بود.
به گفته ویلفرد مادلونگ، مرز شرقی تبرستان بین تمیشه و استرآباد، و مرز غربی آن تا چالوس بود. به نوشته منوچهر ستوده، حد مازندران از مشرق تمیشه و جنگل انجدان و حد آن در مغرب تا نمک آبرود بود که آن را از رستمدار جدا می‌کرد.
دهخدا در فرهنگ خود ذیل واژه تبرستان می‌نویسد:

آنچه از تاریخ طبرستان معلوم است و آن ولایت به تبرستان که لفظ فارسی قدیم است موسوم شده و حدود آن رویان، نور، کجور، آمل، ساری، استرآباد، گرگان، لاریجان، گیلان، دماوند، سوادکوه، شاهرود، دامغان، سمنان، تهران، رودبار و قزوین بوده.

به گفته محمدباقر امیرخانی سابقا تبرستان شامل گرگان، استرآباد، مازندران و رستمدار می‌شد یعنی سرتاسر ناحیه‌ای که بین دینار جاری در مشرق و ملاط لنگرود (واقع در گیلان) در مغرب بود را شامل می‌گشت. سرحدات قدیمی رستمدار عبارت بود از: سیسنگان یا رودخانه مانهیر در مشرق و ملاط لنگرود در مغرب. مدتی بعد این سرحدات تغییر شکل یافتند و می‌توان گفت که رستمدار ناحیه‌ای را که از آمل تا گیلان ادامه میافت شامل می‌شد. رویان نام اراضی مسطح بود ولی همچنین به سرتاسر رستمدار نیز اطلاق می‌گشت.
سرزمین تبرستان در اوج قدرت گرگان و دیلمان را شامل می‌شده‌است به گونه‌ای که مورخان اسلامی همچون زکریای قزوینی در آثار البلاد و اخبار العباد و ابن عبدالحق بغدادی تبرستان را ناحیه‌ای بین عراق و خراسان توصیف نموده‌اند، که در کنار دریای خزر واقع شده‌است و شهرها و دهات بسیار دارد و محمد بن محمود بن احمد طوسی تبرستان را اقلیمی دانست که حد آن از بلاد اران تا جرجان و حدی تا دریای خزر تا طالقان و حمزه اصفهانی، مورخ قرن سوم، دیلم را بخشی از تبرستان ذکر نموده‌است.
قاضی نورالله شوشتری در مجالس المومنین، به نقل از کتاب ابانه (که مؤلف آن ابوجعفر محمد بن یعقوب قرشی هوسَمی یکی از علمای زیدی است) می‌نویسد: «مسطور است که از کنار رود سفیدرود تا آنجا که از توابع تنکابن است تا جرجان، تبرستان خوانند و از آنطرف سفیدرود تا فومن جیلان گویند.»

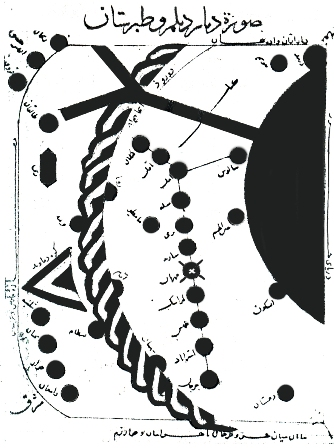
نقشه تبرستان در کتاب مسالک الممالک نوشته اصطخری در سال ۳۴۰ هجری.

بلاذری تبرستان را شامل هشت ناحیهٔ «ساریه، آمل، نامیه، تمیشه، رویان، اللارز، الشرز و بدشوارجر» دانسته. همچنین ابن رسته از چهارده بخش تبرستان سخن گفته که هرکدام مسجد جامعی داشتند: «آمل، ساریه، مامطیر، ترنجه، ربست، میلا، هزارگریب، مهروان، تمیش، تمار، ناتیل، چالس، رویان و کلار».
ابن خردادبه، که معاصر با علویان تبرستان بوده، در المسالک و الممالک ضمن نام بردن از «الری، دنباوند، مدینه دنباوند و شلنبه» می‌گوید که «تبرستان و الرویان و آمل، ساریه، شالوس، اللارز والشرز، طمیس، دهستان، الکلار، جیلان و بدشوارجر» در پس آن هستند. ابن خردادبه گرگان را جزئی از شهرهای تبرستان عنوان نکرده‌است. ابن خردادبه شهرهای ساریه، آمل و چالوس را جزء شهرهای جلگه‌ای تبرستان و شهرهای رویان و کلار را جزء شهرهای کوهستانی تبرستان دانسته‌است.
ابن رسته مورخ قرن سوم، تبرستان از جانب مشرق به گرگان و قومس و از طرف مغرب به دیلم و از طرف شمال به دریا و از طرف جنوب به به بعضی از نواحی قومس و ری محدود می‌شود. به گفته ابن رسته مراکز و بخش‌های تبرستان چهارده تا است و خورهٔ آمل که کرسی و مرکز آن ناحیت است و شهرهایش عبارتند از: ساری و مامطیر و تُرنجه و روُبست و میله و مرارکدیه (کدح) و مِهروان و طَمیس و تَمار و ناتل و شالوس و رویان و کلار.
ابوالقاسم بن احمد جیهانی در کتاب اشکال‌العالم می‌نویسد: از شهرهای تبرستان: آمل، ناتل، سالوس، کلارودان، عین‌الهم، مامطیر، ساری، تمیشه، استرآباد، جرجان، آبسکون و دهستان است. راه آمل به دیلم، آمل تا ناتل از آنجا تا سالوس و از آنجا تا کلار و از آنجا تا دیلم است.
اصطخری در قرون ۳ و ۴ هجری در کتاب مسالک الممالک، برای نخستین بار نقشه‌ای از دیلم و تبرستان ارائه داده‌است. او تبرستان را زمینی هامون و قابل کشاورزی معرفی می‌کند و دیلم را شامل جبال دیلم و جلگه‌های گیلان معرفی می‌کند. در نقشهٔ اصطخری که از ابوزید بلخی نقل شده، محدودهٔ بلاد تبرستان شامل «آمل، ساریه، عین‌الهم، مهروان، آبسکون، استرآباد، گرگان و دَهستان» است. نقشهٔ اصطخری شبیه و موافق توصیفات ابن اسفندیار نیز می‌باشد. اصطخری می‌نویسد: آمل، ناتل، سالوس، کلار، رویان، میله، برجی، چشمهٔ‌الهم، ممطیر، ساری، مهروان، لمراسک و تمیشه در شمار تبرستان است. صاحب کتاب حدودالعالم، در ۳۷۲ هجری، می‌گوید: «تبرستان ناحیتی است بزرگ… و حدش از چالوس است تا حد تمیشه و این ناحیتی است آبادان و با کشت و برز و بسیار خواسته و بازرگان بسیار و طعامشان بیشترین نان برنج است و ماهی و بام خانه‌هاشان همه سفال سرخ است از بسیاری باران که آنجا آید بتابستان و زمستان.»
مقدسی نیز در احسن التقاسیم فی معرفة الاقالیم «جرجان، تبرستان، دیلمان و جیلان» را در اقلیم پنجم عالم معرفی کرده‌است. مقدسی همچنین تبرستان را دارای کوه‌های بسیار و باران فراوان، وصف کرده و آمل را مرکز تبرستان و چالوس، مامَطیر، تُرنجَه، ساریه، تمیشه و… را از شهرهای تبرستان دانسته‌است.
ابن حوقل در وصف تبرستان می‌نویسد: بزرگ‌ترین شهر تبرستان شهر آمل و در زمان ما حاکم نشین آنجاست. از پلور تا آمل یک منزل است و از آمل به شهر میله دو فرسخ و از میله تا تریجی دو فرسخ و از تریجی به ساری یک منزل و از ساری تا استرآباد چهار منزل و از استرآباد تا گرگان دو منزل راه است و از آمل تا ناتل یک منزل و از ناتل تا چالوس یک منزل و به سمت دریا تا عین الهم یک منزل است. ابن حوقل می‌نویسد: شهرهای آمل، شالوس، کلار، رویان، میله، تریجی، عین الهم، مامطیر، ساریه و طمیسه جز ولایت تبرستان است.
به نقل از حدود العالم تمیشه، لمراسک، ساری، مامطیر، تریجی، میله، آمل، الهم، ناتل، رودان، چالوس و کلار در شمار تبرستان هستند. به گزارش مؤلف حدود العالم ناتل، رودان، چالوس و کلار شهرک هایی‌اند اندر کوه و شکستگی‌ها و این ناحیتی است هم از تبرستان و لکن پادشاهی دیگر است و پادشاه آن استندار خوانند.

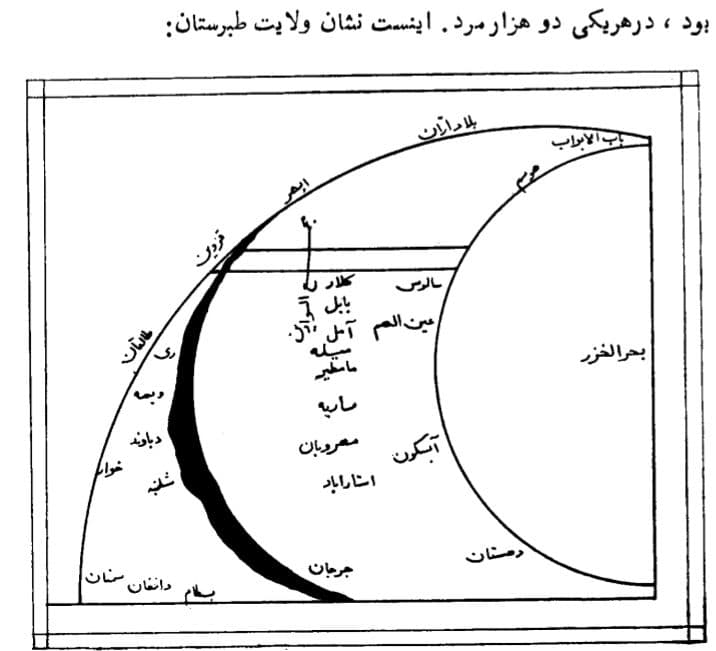
نقشه تبرستان در کتاب عجایب‌المخلوقات و غرایب‌الموجودات نوشته محمد بن محمود بن احمد طوسی در سال ۵۵۱ هجری.

در اوایل دورهٔ خلفا این ناحیه از لحاظ سیاسی چندان اهمیت نداشت، زیرا آخرین قسمتی از کشور ایران بود که به کیش مسلمانی درآمد و حکمرانان آنجا معروف به اصفهبذان یا اصپهبذانِ تبرستان بیش از یک قرن پس از فتوحات عرب در کوهستان‌های خود مستقل باقی ماندند و تا نیمهٔ دوم قرن دوم هجری هنوز روی سکه‌هایی که در آن منطقه ضرب می‌شد خط پهلوی نقش بود و مردمِ جنگل‌ها و بیشه‌های پهناور آن ناحیه بر دین زرتشت بودند.
ابن اسفندیار تبرستان را از شرق تا غرب، محدود به دینارجاری تا ملاط دانسته، که معادل تقریبی جرجان و رودسر کنونی هستند. ابن اسفندیار در کتاب تاریخ تبرستان از شهرهای تبرستان که دارای جامع و مصلی بودند چنین نام می‌برد: به هامون آمل، ساری، مامطیر، رودبست، تریجه، میله، مهروان، اهلم، پای‌دشت، ناتل، کنو، شالوس، بیخوری، لمراسک، طمیش و به کوهستان کلار، رویان، نمار، کجویه، ویمه، شلنبه، وفاد، الجمه، شارمام، لارجان، امیدوارکوه، پریم و هزارگری.
در قرن ۸ میلادی، حمدالله مستوفی جدای از ذکر ولایت مازندران، حدود ولایت قومس و تبرستان را بیان می‌کند که شامل فریم و شهمیرزاد، دامغان، سنگسر و فیروزکوه و دماوند و خوار بوده‌است.
شمس‌الدین دمشقی در کتاب نخبة الدهر فی عجائب البر و البحر می‌نویسد: جرجان، استرآباد، دهستان، کش، جاجرم، فراوه، آبسکون از شهرهای مازندران است و آمل، ناتل، کلار، رویان، ساری، چالوس، عین الهم از شهرهای تبرستان شمرده شده‌است.
ظهیرالدین مرعشی در کتاب تاریخ تبرستان و رویان و مازندران می‌نویسد: حد تبرستان از طرف شرقی دیناره‌جاری و از طرف غربی ملاط که آن قریه شهر هوسم که اکنون به فرضه روده‌سر اشتهارد دارد. حد مازندران از طرف شرقی بیشه انجدان می‌باشد و از طرف غربی ملاط می‌باشد. حد گرگان حالیا که به استرآباد مشهور است و اصلاً دهستان می‌گفتند شرقی دیناره جاری است که حد شرقی تمام تبرستان است و غربی انجدان که حد شرقی مازندران است. به گفتهٔ ظهیرالدین مرعشی مازندران بخشی از تبرستان است و سرزمین تبرستان، گرگان و مازندران هر دو را در بر می‌گرفت.
امین احمد رازی مؤلف کتاب تذکره هفت اقلیم در باب تبرستان می‌نویسد:از حوالی جرجان و حدود دامغان تا کوهستان ری و طالقان بخشی از تبرستان است. رستمدار و کجور و دیمه و لاریجان نیز متعلق به تبرستان است و برخی جیلانات را نیز داخل تبرستان شمرده‌اند.
ابن فقیه همدانی مورخ قرن سوم در مختصر البلدان به وجود سی و یک پادگان در تبرستان اشاره می‌نماید. وی می‌نویسد: از آغاز تبرستان تا مرز دیلم سی و یک مسلحه افتاده‌است. در هر مسلحه از دویست تا هزار مرد است. پادگان‌های تبرستان شامل: تمیشه، نامیه، لمراسک، مهران، دامادان، کوسان، بعدان، اسرم، خرم‌آباد، ساری، کولا، دزا، ارطه، چمنو، مشکین‌وان، بالامیان، یزدان آباد، جیلامان، ترنجه، متسکی، میله، آمل، هلافان، جیلان‌آباد، طابران، ناتل، پایدشت، کجور، سعیدآباد، چالوس و کلار می‌شدند.
پس از حمله مغول‌ها، در قرن دهم نام مازندران بر این سرزمین گذاشته شد. بنا بر نظر بخشی از مورخان، تا پیش از این دوره، مازندران سرزمینی نیمه اساطیری محسوب می‌شد که در شاهنامه و دیگر حماسه‌ها و اساطیر ایران نامش رفته بود. اما تبرستان همیشه خطه‌ای تاریخی محسوب می‌شده‌است. برخی دیگر از مورخان این دیدگاه را نمی‌پذیرند و این دو اسم، یعنی تبرستان و مازندران، را همواره به یک معنی دانستند و معتقدند در همان حال که اسم تبرستان بر تمامی نواحی کوهستانی و اراضی پست ساحلی اطلاق می‌شد، کلمهٔ مازندران بر منطقهٔ ارضی پست ساحلی از دلتای سپیدرود تا جنوب شرقی بحر خزر امتداد دارد، اطلاق می‌گردید.
علاوه بر مناطقی که در غالباً در قلمرو فرمانروایان تبرستان بودند و به عنوان محدودهٔ «تبرستان عام» شناخته شده‌اند، برخی مؤلفان مناطق دیگری که تحت حاکمیت تبرستانیان نبوده‌اند را نیز در قلمرو فرهنگی تبرستان دانستند. این مناطق بیشتر شامل نواحی شمال ایران و منطبق بر تعریف پتشخوارگر بوده‌است. مناطقی مانند گرگان، دهستان، آبسکون، سمنان، کومس، دامغان، بسطام، ری و طالقان که از لحاظ رسوم اجتماعی و فرهنگ مسلط تحت نفوذ تبرستان بودند و برخی از این تأثیرها هنوز هم قابل لمس است.

### رویان
برخی منابع عصر اسلامی تبرستان و رویان را دو سرزمین منفک دانسته‌اند که توسط رود هراز جدا شده‌بودند. در این دیدگاه تبرستان محدود به سرزمین‌های میان تمیشه و هراز بود. اما اغلب منابع این دیدگاه را نمی‌پذیرند و رویان را بخشی از تبرستان دانسته‌اند که گرچه دارای حاکمیت جداگانهٔ پادوسپانیان بوده، لیکن همچنان از خاک تبرستان شناخته می‌شد.
رویان خود سرزمینی آباد در غرب مازندران بود که شامل بخش‌های کجور، کلارستاق، لنگا، تنکا، سختسر، هوسم، الموت، طالقان، لورا، ارنگه، رودبار قصران و لارقصران می‌شد. به گفته دانشنامه ایرانیکا، منطقه رویان کهن از نواحی غربی تبرستان بود که شامل نواحی کجور، کلارستاق و تنکابن می‌شد.
سرزمین رویان از گذشته‌ها، زیستگاه دو قوم آمارد و تپور بود. این منطقه پس از حمله مغول، به نام رستمدار نیز شناخته شد. پادوسپانیان مدت مدیدی در این منطقه حکومتی مستقل داشتند. رویان یا رستمدار، شامل کوهستان و دشت‌هایی در غرب تبرستان بود و میان نمک‌آبرود و کرج از یک‌سو و رود هراز از دیگر سو محدود بوده و شامل شهرهای ناتل، چالوس، کلار، سعیدآباد و کجور می‌شده و حاکم‌نشین آن کجور بود. مردم رویان کهن به ربان تبری و گویش طبری رویانی که زبان اسپهبدان تبرستان نیز بود سخن می‌گفتند.
به گفته علی‌اصغر یوسفی‌نیا اولیالله آملی مرز غربی رویان را کلار (کلارآباد فعلی) ذکر می‌کند. دمشقی مؤلف کتاب نخبه الدهربین رویان را شامل دیلمان و شرق گیلان می‌داند. ظهرالدین مرعشی سرزمین رویان و رستمدار را از مشرق به سیسنگان و از مغرب به ملاط لنگرود محدود می‌داند.

## تاریخ

### ماقبل تاریخ
قدمت بقایای باستانی به دست آمده از غار شوپری رستمکلا به بیش از یکصدهزار سال گذشته بازمی‌گردد؛ این بقایا شامل دست‌افزاهای سنگی و فسیل استخوان‌های جانورانی است که توسط انسان‌های عصر پارینه سنگی شکار شدند. غار شوپری که در ۱۰ کیلومتری جنوب شهر رستمکلا در شرق مازندران و دره مهربان رود واقع شده، از بزرگترین غارهای شناخته شده در مازندران است که بیش از ۷۵ متر طول و بیش از ۷۰۰ متر مربع مساحت دارد. غار شوپری در سال ۱۳۹۹ توسط نگارنده شناسایی و به دلیل اهمیت بالای این اثر بلافاصله فرایند تعیین عرصه و حریم آن با مجوز پژوهشگاه میراث‌فرهنگی و گردشگری، در سال ۱۴۰۰ انجام شد و با شماره ۳۳۶۹۶ در فهرست میراث‌فرهنگی کشور به ثبت رسید. کاوش باستان‌شناسی به منظور لایه‌نگاری این غار در سال‌های ۱۴۰۱ و تابستان ۱۴۰۲ با مجوز پژوهشگاه میراث‌فرهنگی و گردشگری توسط نگارنده از سوی اداره کل میراث‌فرهنگی، گردشگری و صنایع‌دستی مازندران انجام شد. بقایای بسیار فراوان استخوان‌های جانوری به دست آمده که اثر قصابی با ابزارهای سنگی بر روی آنها برجای مانده، همچنین بقایایی از دوره نوسنگی با قدمت بیش از هفت هزار سال از لایه‌های سطحی غار شوپری به دست آمده که نشان از ارتباطات پیش از تاریخ ساکنان مازندران با نواحی شرقی و شمال شرقی ایران و نواحی جنوبی آسیای میانه دارد.

### دوره باستان
از شیوه حکومت و حاکمان تبرستان پیش از اسلام اطلاعات محدودی وجود دارد. طبق آنچه در کتب تاریخی یونانیان آمده، فرادات در زمان حمله اسکندر حاکم تپورستان بوده و اسکندر مقدونی او را به مقام خویش ابقا کرد ولی آماردها حاضر به اطاعت نشدند و به کمک درختان در جنگل پنهان می‌شدند و در برابر سپاهیان اسکندر مقاومت نمودند و حتی اسب محبوب اسکندر، بوسفال، را ربودند؛ ولی سرانجام اسکندر با تهدید و به آتش کشیدن بخش‌هایی از جنگل توانست آنان را مطیع ساخته و حکومتشان را به اتو فرادات سپارد. پس از اسکندر، در زمان سلوکیان اسماً آماردها جزئی از ولایات سلوکی بودند منتهی هیچ جنگی میان آنان رخ نداد و به احتمال زیاد آماردها به استقلال دست یافته بودند. پس از این در زمان اشکانیان است که فرهاد یکم به جنگ آماردها رفت و آن‌ها را به اجبار به ناحیهٔ دربند کوچاند. آن گونه که از نامه تنسر به گشنسب پیداست، سلسلهٔ دیگری علیه سلوکیان در کرانه‌های دریای مازندران شکل گرفت که در عصر اردشیر ساسانی به گشنسب به ارث رسیده بود. گشنسب و اخلاف او تا زمان حکومت قباد ساسانی بر سراسر پتشخوارگر فرمانروایی نمودند و جزئی از ناحیهٔ شمالی امپراتوری ساسانی بودند. پس از گشنسب‌شاهان، کیوس، شاهزادهٔ ساسانی و برادر بزرگتر انوشیروان، در سال ۵۲۹ میلادی عازم تبرستان شد و فرمانروایی این نواحی را برای مدتی، تا سال ۵۳۶ میلادی، در دست داشت. پس از کیوس، به دستور انوشیروان خاندان زرمهر به تبعیت از ساسانیان در منطقه مستقر شدند و تا سال ۶۸۵ میلادی، در سراسر پتشخوارگر فرمان می‌راندند. در این سال مقارن با حمله عرب‌ها به ایران، شاهزاده‌ای به نام گیل گاوباره توانست با مسالمت آذر ولاش، واپسین زرمهرشاه، را کنار راند و سراسر پتشخوارگر را به دست گرفت.

### بقایای ساسانی

احمد کسروی در بهار نوشته‌است: «اوایل قرن سوم که دامنهٔ فتوحات اسلامی در آسیا تا حدود چین و در آفریقا تا سواحل بحر اطلس و در اروپا تا وراء جبل آلپ امتداد یافته بود و در پایتخت‌های اسپانیا و پرتغال به جای ناقوس صدای اذان مسلمین به اطراف طنین می‌انداخت، در قلل جبال سوادکوه آتشکده‌های دین زرتشت دایر و مشتعل بود و اسپهبدان هنوز کیش نیاکان خود را از دست نداده بودند.»

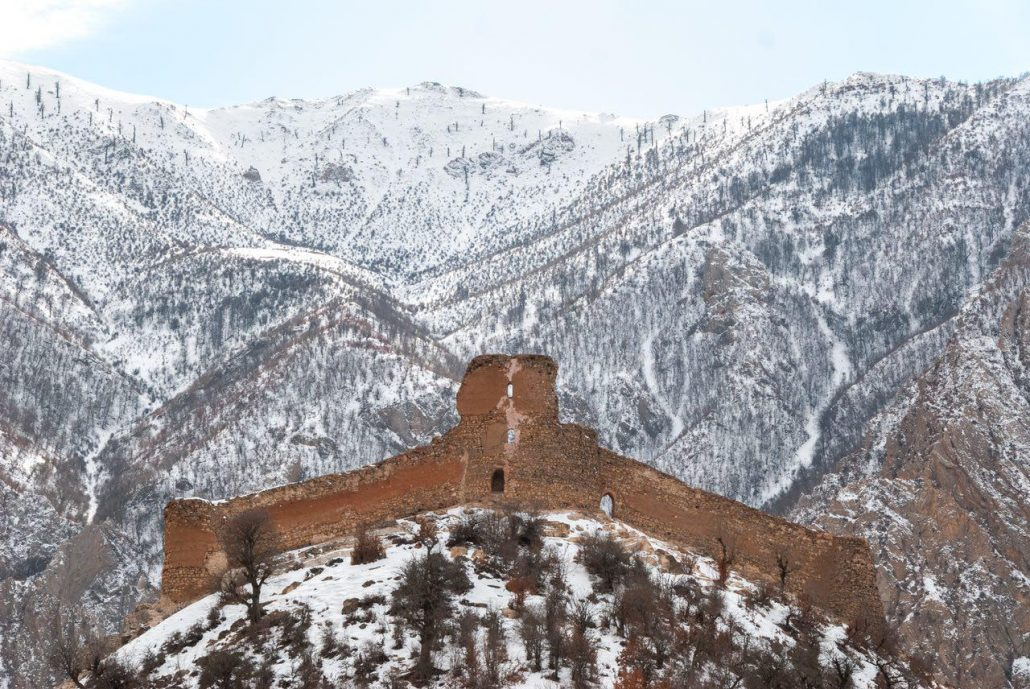
قلعه کنگلو در سوادکوه که توسط اعراب سقوط نکرد

پس از مرگ یزدگرد سوم و نابودی امپراتوری ساسانی، گیل گاوباره در سال ۶۵۱ میلادی، علم استقلال بیفراشتو با ایجاد گاهشماری طبری به نام «اسپهبد تبرستان، گیل گیلانشاه و پتشخوارگر پتشخوارگران» برای خود سکه ضرب کرد. پس از گیل گاوباره دو فرزند او دابویه و پادوسپان هر کدام دودمانی بنا نهادند.
دابویه و فرزندانش حکومت پدر را به ارث برده و با نام دابویگان حاکمان مستقل سراسر پتشخوارگر بودند. آن‌ها در زمان فرخان بزرگ پایتخت خود را از گیلان به سارویه منتقل کرده و تا سال ۷۶۱ میلادی، یعنی در زمان خلافت منصور عباسی و خودکشی اسپهبد خورشید، آخرین فرمانروای دابویی، به حکومت پرداختند. دیگر نسل گیل گاوباره با نام پادوسپانیان در قالب حکومتی محلی و کوچک در رویان باقی ماندند و در دوره‌ای طولانی میان سال‌های ۶۵۵–۱۵۹۸ میلادی بر نواحی خود مستقر بودند.
در زمان فرار یزدگرد به سوی خاور، یکی از همراهان او باو بود. باو از نوادگان کیوس بود و در زمان گریز با اجازهٔ یزدگرد از او جدا شده و به تبرستان آمد تا از یک آتشکده زیارت نماید. وی در تبرستان بود که خبر مرگ شاهنشاه ساسانی را شنید، فلذا در آتشکده عزلت گزید. در زمان حکومت دابویه، به علت دوری پایتخت اولیهٔ دابویگان از مرزهای شرقی تبرستان، مهاجمین از این نواحی به تبرستان هجوم می‌آوردند. به همین سبب مردم از باو خواستند تا به رهبری آنان شتابد و مهاجمان را دور سازد. باو با شروطی درخواست را پذیرفت و بدین شکل حکومت باوندیان شکل گرفت که تا سال‌ها در مرزهای شرقی تبرستان برقرار بود.
از دیگر حکومت‌های این دوره کارنوندیان یا سوخرائیان است که پیشینهٔ آن به هفت خاندان ممتاز ساسانی و چهار خاندان اشکانی می‌رسد. آن‌ها خود را از نسل کاوه آهنگر می‌دانستند و از زمان انوشیروان ساسانی در کوهستان‌های تبرستان حکومت داشتند. این خاندان مسبب شورش عمومی تبرستان و پس از آن قیام مازیار علیه خلافت عباسی بودند. در شورش عمومی تبرستان که از ۱۶۸ تا ۱۸۹ هجری به طول انجامید، اتحادی میان باوندیان و کارنوندیان برقرار بود و شروین باوندی چون پادشاه تبرستان بود و ونداد هرمز صاحب‌الجیش و سپهسالاری او را می‌کرد. پس از آن در مازیار، واپسین اسپهبد کارنوندی قیامی معروف به سرخ‌علمان، را ترتیب داد و با بابک خرمدین در آذربایجان متحد شد ولی او نیز نهایتاً شکست خورده و کشته شد.

سرزمین‌ تبرستان در اوایل دورهٔ اسلامی

### حکومت‌های شیعه
از سال ۲۲ هجری قمری ترویج دین اسلام در تبرستان آغاز شد و در ۱۴۴ هجری شهر ساری، پایتخت دابویگان به دست مسلمانان افتاد. دستگاه خلافت مسلمانان از شرق به چین و غرب به اسپانیای کنونی ختم می‌شد ولی با وجود این شرایط مردمان تبرستان آیین مزدیسنا را حفظ کرده بودند. برخلاف دیگر نواحی ایران، مردم این خطه به صورتی تدریجی و به خواست خود اسلام را پذیرفتند و از همان ابتدا مذهب تشیع را برگزیدند. در ابتدا وجود دشمنی مشترک، یعنی خلیفه و عوامل خلافت، موجب گرویدن مردم به نادیان قیام علوی بود ولی رفته رفته به تعداد زیدیان پتشخوارگر افزوده شد.

قلمرو علویان تبرستان و گیلان

نخستین حکومت شیعی در ایران علویان تبرستان بود که در در ۲۵ رمضان ۲۵۰ هجری قمری به درخواست مردم محلی توسط حسن بن زید، معروف به داعی کبیر، ایجاد شد. داعی کبیر ابتدا با دودمان طاهریان، که پس از فتح تبرستان نایب خلافت در شمال کشور بودند، به مبارزه پرداخت و پس از اخراج آنان نبردهایی با سپاهیان خلیفه، یعقوب لیث صفاری و چندی از شورشیان داخلی داشت که نهایتاً از تمامی آن‌ها جان سالم به در برد. داعیان بعدی علوی در تبرستان دچار اختلافاتی شدند که منجر به ضعف آنان شد و سامانیان توانستند تبرستان را جزئی از قلمرو خود کنند ولی مجدداً ناصرالحق اطروش به ترویج تشیع زیدی پرداخته و مردم را علیه سامانیان متحد کرد و دودمان علویان تبرستان را بازسازی کرد.
پس از دو یا سه نسل علویان تبرستان و گیلان از شعارهای عدالت‌طلبانهٔ نخستین خود عدول کرده و به کنار رانده شدند. این اوضاع زمینه را برای قیام اشرافی که نسب خود را به ساسانیان می‌رساندند، فراهم نمود و در این منطقه نیاز به حکومتی بود که هر دو قشر شیعیان و زرتشتیان را اقناع کند. از سوی دیگر، در اواسط قرن سوم هجری خلافت عباسی با جنبش‌های استقلال‌طلبانه‌ای مواجه شد که ضعف سیاسی او را در پی داشت. این جنبش‌ها در میان ایرانیان، که از پیش منتظر فرصتی برای شورش بودند، با ظهور دولت‌هایی مانند سامانیان و صفاریان این روند آغاز شد و از اوایل قرن چهارم هجری در شمال ایران جنبش‌های گوناگونی علیه خلیفه آغاز شد که اسفار بن شیرویه، ماکان کاکی، سالاریان، زیاریان و آل بویه از این دسته‌اند.

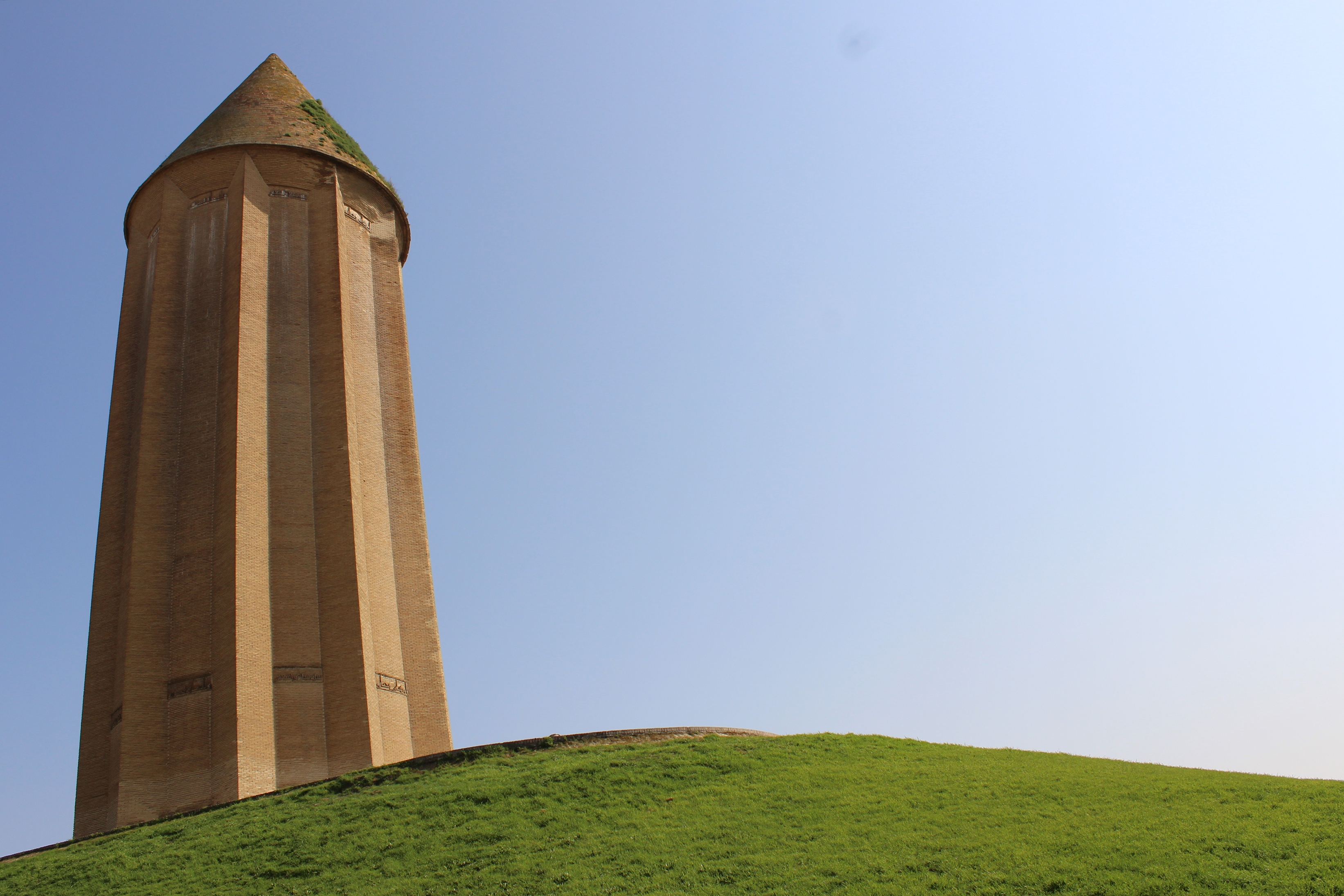
در تصویر: برج قابوس، آرامگاه چهارمین امیر زیاری پس از مرگ مرداویج زیاری دودمان زیاریان به حکومتی محلی بدل شد که تدریجاً ضعیف و ضعیف‌تر گشت و نهایتاً در سال ۴۸۳ هجری از بین رفت.

عده‌ای از سپاهیان بلند مرتبهٔ علویان تبرستان پس از افول این حکومت علم استقلال برافراشتند. از جمله این سپاهیان پیشین مرداویج زیاری بود که قصد احیای امپراتوری ساسانیان را داشت. او نواحی بسیاری را در سال ۳۱۹ هجری فتح کرد و سلسلهٔ زیاریان را تأسیس نمود. مرداویج در اوج قدرت خود به قتل رسید. پس از مرگ مرداویج، آل بویه که پیشتر در خدمت او بودند، قدرت یافته و جانشین مرداویج، وشمگیر، را شکست دادند و پس از آن حکومت زیاریان به تبرستان محدود شد ولی آل بویه به چنان قدرتی دست یافت که خلیفه مطیع آنان گشت.
با روی کار آمدن خاندان‌های ترک‌تبار در ایران، غزنویان توانستند امیران زیاری را مطیع خود کنند؛ منوچهر زیاری امیری بود که سکه به نام سلطان محمود غزنوی کرد و با دختر او ازدواج کرد. پس از مرگ منوچهر، باکالیجار کوهی توانست مدتی زیاریان را کنار زده و امارت را به دست گیرد ولی تلاشش برای استقلال ناموفق بود و همزمان با خلع قدرت او و روی کار آمدن انوشیروان زیاری، طغرل سلجوقی به تبرستان حمله کرد. حکومت‌های محلی همچون باوندیان و مسافریان در تبرستان و گیلان برای دودمان سلجوقی غیرقابل دسترسی بودند و به صورت خراج‌گزار خودمختار باقی ماندند. در این دوران اسماعیلیان طرفداران بسیاری در نواحی جنوب دریای خزر جذب نمود و حسن صباح در الموت قلعه‌ای مستحکم بنا کرد. شاه غازی رستم در این دوره حکومت باوندیان را بار دیگر مستقل ساخت و آن را به دوران اوج خود رساند. وی اصلاحات اقتصادی گسترده‌ای انجام داده، اسماعیلیان را تضعیف کرد و موقوفات بسیاری در تبرستان بنا نهاد؛ ولی پس از شاه غازی دیگر اسپهبدان باوندی دارای استقلال چندانی نبودند. در زمان خوارزمشاهیان، در سال ۶۰۶ هجری، دودمان باوندیان توسط آن‌ها قلع و قمع شد و محمد خوارزمشاه هنگام حمله مغولان به ایران به جزیره آبسکون در تبرستان گریخت و در ۶۱۷ هجری، بر اثر مریضی در این جزیره درگذشت. در حمله مغول اکثر نواحی ویران شد و حاکمان محلی این بار خراج‌گزار والیان مغول و ایلخانان شدند.
شیخ خلیفه، از روحانیون شیعه آمل در زمان حکومت مغولان بر منطقه، در منطقهٔ سبزوار نهضتی انقلابی علیه ایلخانان را رهبری کرد که به سربداران معروف است. عدهٔ بسیاری در تبرستان نیز به پیروی از این جنبش برخاستند. پس از مرگ شیخ خلیفه جانشینان وی قلمرو حکومت سربداران را وسعت بخشیده  و به سوی مازندران نیز لشکرکشی کردند که با شکست همراه بود. همزمان با این رخدادها در دوران ملوک‌الطوایفی، آخرین اسپهبد سلسلهٔ باوندیان توسط یکی از فرماندهان خود به قتل رسید و کیا افراسیاب چلاوی حکومت چلاویان را ساخت. از طرفی قوام‌الدین مرعشی، ملقب به میربزرگ، تحت تأثیر جنبش سربداران قرار داشت، پیروان بسیاری در تبرستان کسب کرد. او در ابتدا با کیا افراسیاب متحد بود ولی میانشان اختلافاتی رخ داد و نهایتاً میربزرگ در نبرد جلالک مارپرچین دودمان چلاوی را شکست داده و کیا افراسیاب را به مرگ رساند و دودمان مرعشیان را تأسیس کرد. یکی از فرزندان کیا افراسیاب به نام اسکندر شیخی، که از این معرکه جان سالم به در برد، نزد تیمور گورکانی رفته و او را ترغیب نمود تا به تبرستان لشکرکشی نماید. تیمور خرابی‌ها و قتل‌عام‌های بسیاری در تبرستان انجام داده و سادات مرعشی را تبعید کرد ولی پس از مرگ او، مجدداً مرعشیان بازگشته و حکومت تبرستان را به دست آوردند.

### تاریخ معاصر

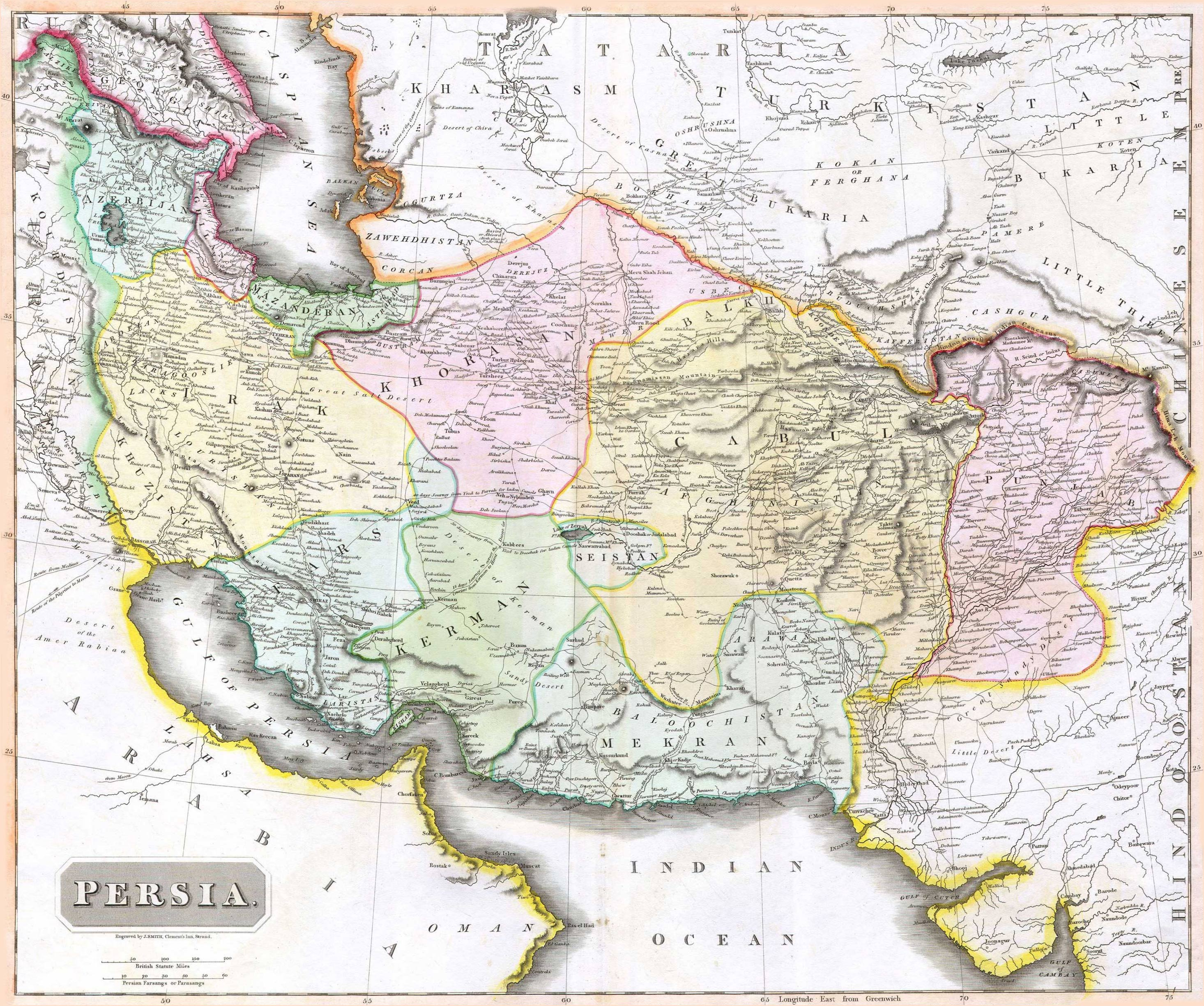
سراسرنمای نقشه قدیم ایران ۱۸۱۴ میلادی، ایالت مازندران که چنداستان را در بر می‌گرفته‌است

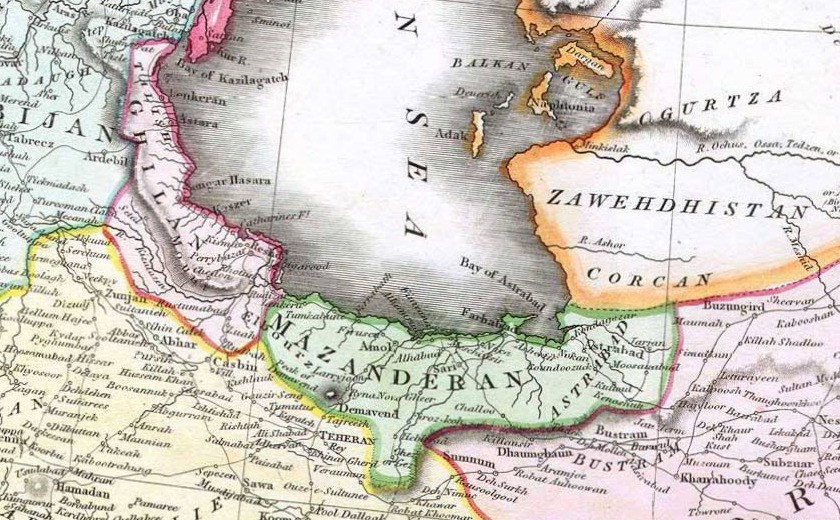
نقشه قدیم مازندران ۱۸۱۴ میلادی

با قدرت گرفتن دودمان صفویان، امیران مرعشی مطیع آنان شده و با خاندان صفوی روابط نسبی برقرار کردند. خیرالنساء بیگم، از شاهزادگان مرعشی، به ازدواج شاه محمد خدابنده درآمد و حاصل این ازدواج، شاه عباس کبیر، قدرتمندترین شاه صفوی است. شاه عباس تمامی حکومت‌های محلی شمال ایران را برانداخت و برای همیشه مازندران را جزئی از خاک رسمی ایران نمود. از جمله حکومت‌هایی که به دست شاه عباس نابود شدند، مرعشیان، پادوسپانیان، مرتضویان، الوند دیو، کیاییان و اسحاقوندان بودند. شاه عباس پس از آن به‌آبادی مناطق مذکور همت گماشت؛ به‌طور مثال شهر اشرف را در شرق مازندران بنیان نهاد و فرح‌آباد را در شمال ساری آباد نمود. تا سال‌های ۱۰۰۶/۷ قمری، ایالات مازندران و گیلان که تولیدکننده ابریشم بودند به امپراتوری صفوی ضمیمه شده بودند. در نتیجه به چنگ آوردن کنترل این منطقه به دست شاه عباس، این منطقه از آنچه مینورسکی «انبوه دودمان‌های فئودالی» می‌نامد به صورت متمرکز توسط دولت ایران اداره شد. کل ولایت مازندران به صورت خاصه درآمد. درآمد حاصله از ولایات خاصه توسط کارکنان مخصوصی اداره می‌شد و فقط می‌توانست مصروف امور خاصه شود. بنا بر مینورسکی، تولیدات مناطق خاصه به شاه تعلق داشت و عواید ناشی از فروش این محصولات به صندوق خاصه واریز می‌شد. این جدا از عوارض راه‌ها، مالیات گمرکی و دیگر مالیات‌ها بود.
با اسکان ایل قاجار در شرق مازندران، استان مازندران که آن زمان شامل شهرهایی همچون استرآباد (گرگان کنونی) می‌شد جایگاه ویژه‌ای نزد قاجاریان پیدا کرد. در این میان بسیاری از بزرگان مازندران به حمایت از آغا محمد خان قاجار پرداختند، به گونه‌ای که بیشتذ ارتش آغا محمد خان قاجار را مازندرانی‌ها تشکیل می‌دادند. شهر ساری پایگاه و پایتخت نخست آغا محمدخان و ایران کمی پیش از تاجگذاری رسمی او در تهران بوده‌است. میرزا شفیع مازندرانی ملقب به اعتمادالدوله یکی از متعمدان مازندرانی آغا محمد خان قاجار بوده که در فرماندهی و جذب قوا در مازندران برای ارتش آغا محمد خان قاجار کمک‌های شایانی کرد و در نهایت به صدر اعظمی قاجار رسید. مهدی خان خلابر یکی دیگر از معتمدان مازندرانی آغا محمد خان قاجار بود که در فتح گیلان نقش قابل توجهی داشت و حمایت او از آغا محمد خان قاجار باعث شد که او به حاکمیت تنکابن گماشته شود. در عهد مشروطیت نیز مازندرانی‌ها در سیاست‌های ملی نقش قابل توجهی داشتند؛ همچون محمدولی‌خان تنکابنی، علی دیو سالار (سالار فاتح)، خلیل خان درویش تبرستانی، علی خان اسفندیاری، ابوالقاسم خان مصدق خواجه نوری، زهرا سلطان نوری، سردار جلیل کلبادی، سردار رفیع یانسری و …

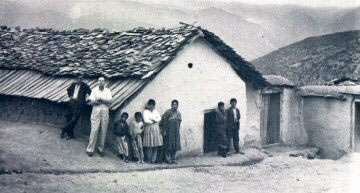
زادگاه رضا شاه در آلاشت، سوادکوه.

دودمان پهلوی آخرین دودمان تبری‌تبار و مازندرانی بوده که بر ایران حکومت کرده‌است. پدربزرگ رضا شاه، مراد علی خان سوادکوهی نام داشته که در جنگ هرات (افغانستان) در ارتش محمد شاه قاجار حضور داشته و در آن جنگ از خودش رشادت و شجاعت به خرج داده‌است. رضا سوادکوهی پایه‌گذار سلسله پهلوی در آلاشت سواد کوه مازندران در یک خانواده تبری‌تبار به دنیا آمد. وی به علت مرگ زود هنگام پدر دوران خردسالی را در فقر گذراند. رضا شاه از نوجوانی به نظام پیوست و مدارج ترقی را پیمود. در کودتای ۳ اسفند ۱۲۹۹، نیروهای قزاق (کازاک) به فرماندهی رضاخان قوای قاجار را شکست داده و تهران را اشغال کردند. رضاخان ابتدا در مقام وزیر جنگ، بسیاری از ناآرامی‌ها و راهزنی‌ها را از بین برد و از تجزیه ایران جلوگیری کرده و مناطق استقلال یافته را به خاک ایران بازگرداند. در ۳ آبان ۱۳۰۲ رضاخان با فرمان احمدشاه قاجار به نخست‌وزیری گمارده شد و ابتدا تلاش ناکامی در جهت جمهوری‌خواهی کرد؛ ولی در سال ۱۳۰۴ با رأی مجلس ایران به پادشاهی رسید. محمدرضاشاه آخرین پادشاه طبری‌تبار و همچنین آخرین شاه ایران بود که به مدت ۳۷ سال بر ایران سلطنت کرد و در سال ۱۳۵۷ به علت انقلاب از قدرت کنار رفته و نظام جمهوری اسلامی جایگزین آن گردید.

### سالشمار
در نمودار زیر کلیت سلسله‌ها و حکومت‌های فرمانروا در تبرستان یا بخش‌هایی از آن را مشاهده می‌کنید. از برخی جزئیات در این نمودار چشم‌پوشی شده‌است.

## بدشخوارگر شاه
به حاکمان تبرستان بدشخوارگرشاه می‌گفتند. حمزه اصفهانی مورخ قرن سوم در شرح دیوان ابونواس می‌گوید:

شاهنشاهان ایران روا می‌داشتند که هر یک از شاهان اطراف خود را به نامی که بدان مشهورست بخوانند و مثلاً هر که را که شاه بامیان بود شیر می‌گفتند و هر که را شاه مرو بود کنارنگ می‌گفتند و شاه دماوند را مصمغان و شاه گرگان را صول (چول) و شاه طبرستان را بدشخواگرشاه و شاه اسروشنه را افشین و شاه سغد و فرغانه را اخشید می‌گفتند و می‌گفتند: اخشید سغد و اخشید فرغانه و شیر بامیان و کنارنگ مرو و افشین اسروشنه.

در عصر ساسانی حکمرانان گیلان عنوان گیل گیلان و حکمرانان تبرستان عنوان بدشخوارگرشاه را داشتند. از اواسط دوره ساسانی نواحی جنوبی دریای خزر را به شاهزادگان ساسانی داده بودند چنانچه که بهرام اول پیش از سلطنت حکمران گیلان بود و گیلانشاه لقب داشت و نیز کواد حکمرانی تبرستان را به پسر خود کاووس داد و بدشخوارگرشاه لقب گرفت.

## وضعیت اجتماعی
پس از انقراض ساسانیان و قدرت گرفتن حکومت‌های مستقل تبرستان، سازمان حکومتی سلسله‌های محلی مبتنی بر نوعی دیوانسالاری و اقطاع بود. در این دوره اقطاع به صورت اقطاع نظامی و اقطاع دیوانی بود و از جانب دولت مرکزی به امیران و حکام ایالتی قسمت‌هایی واگذار می‌شد تا در قبال آن زمین‌ها، خراج سالانه بپردازند و در صورت لزوم قشون نظامی در اختیار دولت مرکزی بگذارند. سازمان دیوانی شامل یک وزیر، یک معتمد، چند سپهسالار، چند دبیر، چند محتسب و چند محصل خراج بود. روستاییان هم وابسته به زمین بوده و مطیع و مقید به مالک بودند و کشت عمدهٔ ایشان برنج، سیر، کتان، پنبه و مرکبات بود. در سامانهٔ حکومتی شهریاران تبرستانی در واقع اسپهبدان بزرگ اقطاع‌داران و تیول‌داران بودند و زمین‌هایشان را میان خراج‌گذاران خود تقسیم می‌کردند.
پس از ورود عرب‌ها، اقطاع زمین به شکل فئودالی در منطقه رواج یافت و مقارن با حکومت علویان تبرستان، مناسبات فئودالی در منطقه برقرار شد و روستائیان به حالت «سرف» درآمدند. علاوه بر خراج سالانه که در زمان برداشت محصول رخ می‌داد، حاکمان گاه و بی‌گاه باج‌هایی هم طلب می‌کردند و جنگ‌ها هزینه‌های سنگینی بر دوش تودهٔ ضعیف جامعه تحمیل می‌کرد. علاوه بر این شیوهٔ جمع‌آوری مالیات هم عامل رواج گستردهٔ رشوه و فساد مالی شده‌بود. حاکم هر شهر پس از جمع کردن خراج، با کسر درصدی از آن برای هزینه‌های دیوانی و مستمری افراد تحت نظرش، باقی‌مانده را نزد حکمران ایالتی یا اسپهبدان می‌فرستاد و این روند در سطوح بالاتر هم ادامه داشت و در برخی دوره‌ها به خلیفه ختم می‌شد. مشکلات وصول خراج و فساد موجود گاه موجب شورش‌های متعددی می‌شد. جماعت روستاییان در تحولات اجتماعی نقش پررنگی داشتند و مانع از افزایش بیش از حد خراج می‌شدند؛ در یکی از موارد والی طاهری دستور به جمع کردن خراج سه برابر کرد، که منجر به قیام بزرگ داعی کبیر شد. تغییرات علویان در سیاست‌های اجتماعی موافقان و مخالفانی داشت. ابوریحان دربارهٔ سیاست‌های ناصر کبیر (حسن اطروش) می‌گوید: «دهقانان را شاه ایران، فریدون، مستقر ساخت و اکنون حسن اطروش می‌خواهد آنان را برکنار کند تا هر عاصیتی نیز، مانند مردم محترم، صاحب زمین شود.» از سویی ابودلف در سفرنامه‌اش در حدود سال ۳۴۱ هجری، از دادگستری و عدالت در حق رعایا گزارش داده. شیوه خراج‌گذاری در دوران علویان دگرگون شده و عوارض فئودالی که از نظر مذهبی نامشروع بودند، حذف گردیدند ولی اطلاعات دقیق‌تری از این سیاست‌ها در دست نیست.

### دین

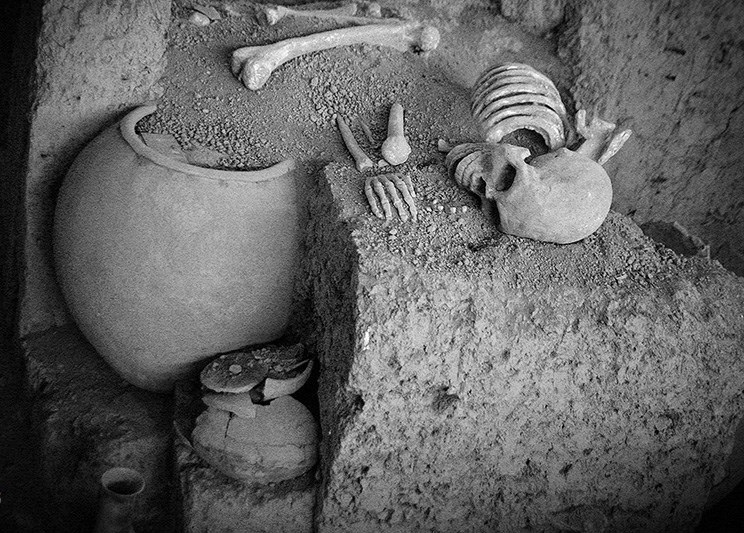
تدفین مردگان در کنار خمره‌ها، گوهر تپه.

ساکنان مازندران کنونی در گذر قرون ابتدایی، سیر تحول باورهای نخستین همچون توتمیسم، فتیشیسم، تابوییسم، ناتوریسم، ماناییسم، آنی‌میسم، پلی تئیسم، تری نیته، دو تئیسم و مونوتئیسم را پیمودند. کاسی‌ها، یکی از ساکنان اولیه مازندران و گرگان، به حیات پس از مرگ و جاودانگی روح باور داشتند. این قوم با اعمالی همچون خوردن مردگان و تدفین آن‌ها، می‌پنداشتند که انسان‌ها پس از مرگ مجدداً زنده شده و دارای احساسات و خواسته‌های مادی می‌شوند. کاسی‌ها سالمندان را پس از هفتاد سالگی به بیابان می‌بردند و باور داشتند اگر لاشخورها او را بخورند، سعادتمند می‌شود، اگر درندگان پستاندار آن را خوردند، کم‌سعادت‌تر خواهد بود و اگر لاشه‌اش همان‌جا باقی ماند، بخت چندانی نداشت. همچنین اینان هنگام تدفین مردگان، آنان را با گل سرخ یا اخرا یا اکسیدآهن رنگ می‌کردند تا ارواح پلید از بدن مُرده خارج شود. کاسی‌ها خدایان متعدد داشتند و به پلی‌تئیسم (چند خدایی) باورمند بودند. پس از کاسی‌ها، تپوری‌ها و آماردی‌ها به این نواحی وارد شدند که دامپروری، کشاورزی و شکار می‌کردند. خدایان این دو قوم به روش زندگی و معیشت اقتصادی آنان وابسته بود. گرچه نام و اثری از خدایان این اقوام در دست نیست، ولی آیین و رسوم خاصی داشتند که شناخت درستی از آن نداریم. پیش از ورود آریایی‌ها به منطقه، آیین دیوان نیز در این ناحیه رواج داشت. در این دین واژهٔ دیو معادل خدا بود و خورشید و روشنایی مقدس انگاشته می‌شد. به درستی مشخص نیست که ارتباط این آیین با میتراییسم و مزدیسنا چگونه بوده ولی ارتباطی میان آنان وجود داشت. دیو، که به نظر می‌رسد خدای خورشید در نواحی شمالی ایران بوده، پس از گسترش زرتشتی‌گری معنای «ضد خدا» به خود گرفت. این در حالی است که ریشهٔ این کلمه در اکثر زبان‌های هندو-اروپایی همچنان مفهوم خدا داشته‌است. در حدود ۶۰۰ پیش از میلاد زرتشت در میان آریاییان دین جدیدی آورد که مقتضای گذار جامعه از زندگی مبتنی بر دامپروری به یکجانشینی بود. در این آیین جدید اهورامزدا، به عنوان خدای روشنایی، حامی زیست کشاورزی، آبیاری، درخت‌کاری و دانایی و خرد، پرستیده می‌شد. اهالی البرز که هنوز بیشتر به دامداری متکی بودند، این مذهب جدید را در ابتدا برنتافتند و مقاومت گزیدند. بدین جهت بود که زرتشت در کتاب اوستا این سرزمین را «مَزِنَه» به معنای جایگاه و سرزمین دیوها، نامیده. دروازهٔ دوزخ نیز به نام «ارزوه گریوه» در میان کوه‌های البرز قرار داشت. گرچه مشخص نیست چگونه و چه دوره‌ای، لیکن ساکنان شمال البرز آیین زرتشت را نهایتاً پذیرفتند. گزارش‌هایی از گرایش این مردمان به دین زرتشتی در دوره‌های هخامنشی، سلوکی، اشکانی و ساسانی وجود دارد. این آیین تا اواخر قرن سوم هجری و اوایل قرن چهارم هجری رواج داشته و آثار بسیاری مرتبط با آن کشف شده‌است.

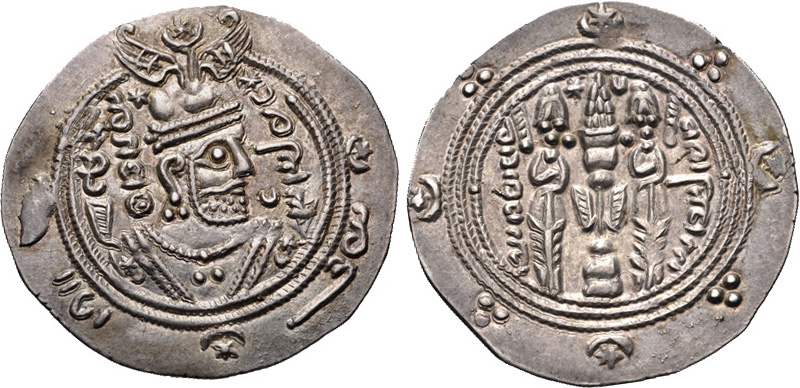
سکه فرخان بزرگ پتشخوارگر که نمادهای زرتشتی آتشکده و ماه و ستاره را بر روی درهم نقره‌ای نشان می‌دهد

تبرستان جزء آخرین مناطقی بود که در قلمرو مسلمانان درآمد و حدود ۱۵۰ سال پس از ظهور اسلام، جزئی از خلافت شد. تا نیمهٔ قرن دوم هجری اسپهبدان مستقل تبرستان همچنان به دین مزدیسنا باورمند بوده و سکه‌هایشان را به خط پهلوی ضرب می‌کردند. با فتح تبرستان به دست عاملان خلافت، در حالی که تا سال‌ها جنگ و شورش در منطقه ادامه داشت، تدریجاً اسلام در منطقه پیروانی یافت. ابتدا مسلمانان تبرستان (به خصوص در مناطق جلگه‌ای) به مذهب مالکی درآمدند و محمد بن جریر طبری از جمله مسلمانان این دوره است که در آمل رشد کرده و در همین شهر مقدمات علمیش را آموخت. این در حالی بود که در سال ۱۶۸ هجری شورش تبرستان رخ داد و اسپهبدان تبرستان متحده شده و تمامی اعراب مسلمان را قتل‌عام کردند. این شورش تا زمان به خلافت رسیدن هارون‌الرشید ادامه داشت.

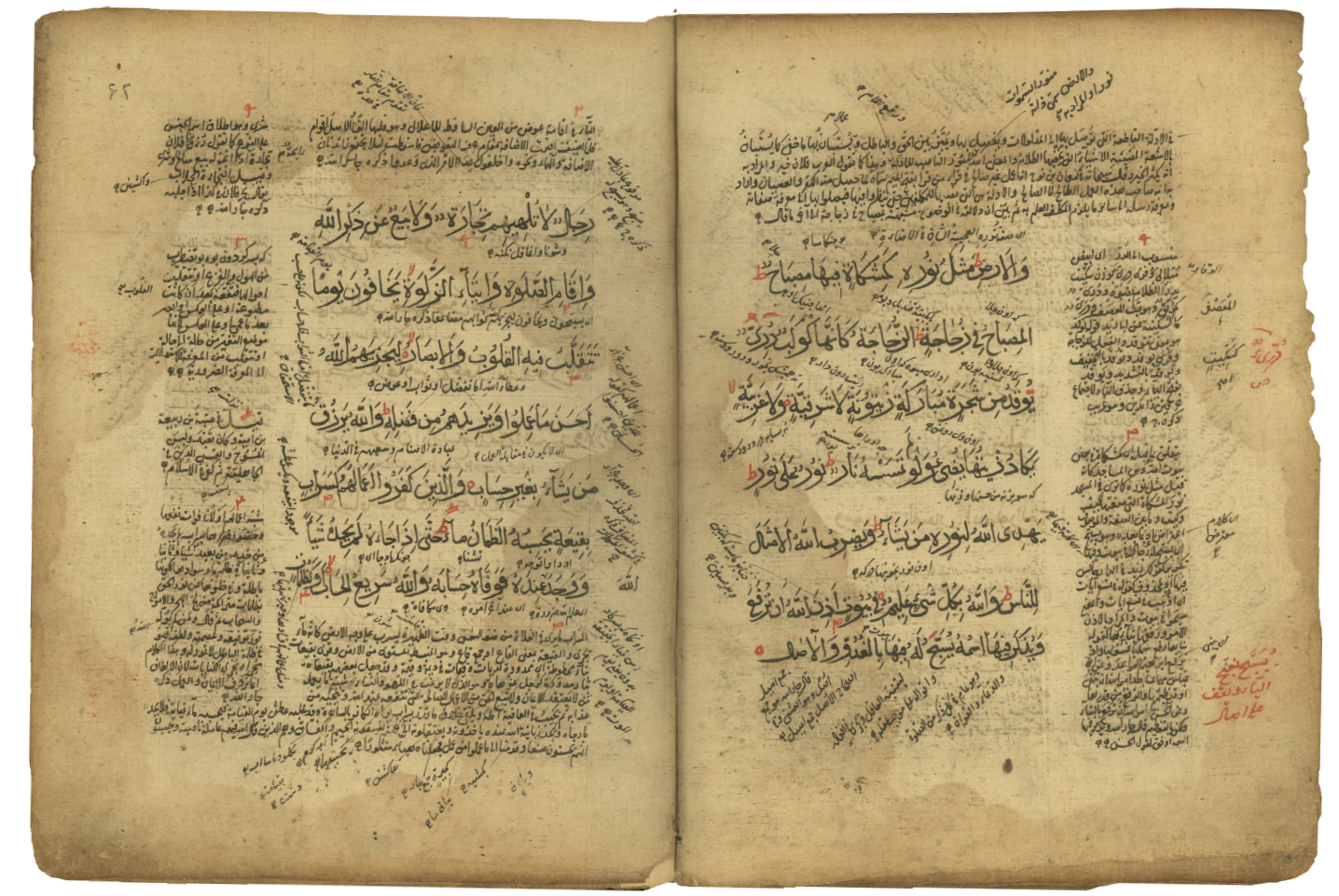
کتاب تفسیر کتاب‌الله، از مکتوبات مذهبی زیدیان تبرستان.

در زمان هارون الرشید یکی از پیروان زیدیه (شاخه‌ای از شیعه که به قیام علیه حکومت خلیفه شهیر بودند) که از معرکه فخ گریخته بود، به نام یحیی بن عبدالله، به دیلم رفته و با کمک اسپهبد جستانیان، در ۱۷۵ هجری، شورش نمود ولی سرکوب شد. یحیی نتوانست اهالی را به آیین زیدی درآورد و دیلمیان زرتشتی باقی مانده بودند. پس از آن در دورهٔ مأمون، با توجه به ولایتعهدی رضا، عده‌ای از علویان در فلات ایران پخش شدند و در زمان متوکل این علویان مورد خشم خلافت قرار گرفتند. با مرگ متوکل قیام‌های پیاپی علویان زیدی آغاز شد. یحیی بن عمر که در کوفه قیام کرده‌بود، فعالیت‌هایی هر چند غیرمستقیم، در گیلان داشت و یاران او پس از سرکوب قیامش، به تبرستان، ری و دیلم پناهنده شدند. در سال ۲۵۰ هجری، داعی کبیر به دعوت مردم کلار و پادوسپانیان توانست حکومت علویان تبرستان را تأسیس کند و با شکست دادن نایبان طاهریان در منطقه، تبدیل به تهدیدی جدی برای دستگاه خلافت شود. با توجه به تبلیغات وسیع این حکومت، اهالی تبرستان و دیلم رفته رفته به آیین زیدی گرویدند. همچنین با روی کار آمدن علویان، گسترش تسنن و مذهب مالکی، که توسط عباسیان و طاهریان ترویج می‌شد، متوقف گردید و آیین جدید همه‌گیر شد. از سوی دیگر، علویان بسیاری نیز از سرتاسر حجاز، عراق و شام به این منطقه می‌گریختند تا با حکومت زیدی تبرستان همراه شوند. با روی کار آمدن ناصر کبیر پذیرش مذهب جدید شدت گرفت و او به عنوان یکی از امامان شیعه زیدی، توانست عدهٔ زیادی را در غرب تبرستان و گیلان، مسلمان نماید. گرچه بیانیهٔ رسمیت تشیع در زمان داعی کبیر در دشت‌های تبرستان ابلاغ گشت و جلگه‌نشینان تبرستان به این مذهب درآمدند ولی در کوه‌ها حتی تا دو قرن بعد، هنوز نشانه‌هایی از ادیان باستانی مردم وجود دارد.
اسماعیلیه شاخه‌ای از شیعه است که از نیمهٔ دوم قرن دوم هجری گسترش یافت. نخستین داعی اسماعیلی ابوحاتم رازی بود که در زمان اسفار شیرویه و مرداویج به تبرستان آمد. مرداویج در ابتدا دعوت ابوحاتم را پذیرفت تا بتواند حمایت خلافت فاطمیان در مصر را جذب کند و این‌گونه با خلافت عباسی مقابله نماید ولی پس از مدت کوتاهی از ابوحاتم جدا شد. دیگر داعیان اسماعیلی که به تبرستان آمدند، ناصر خسرو قبادیانی در قرن پنجم و رئیس‌مظفر طوسی در قرن ششم بودند. اما با آمدن حسن صباح به دیلمان و ایجاد قلعه الموت در ۴۷۷ هجری، این مذهب به شکلی دیگری وارد منطقه شد و اسماعیلی‌ها برای تبلیغ و ترویج عقیده‌های خود پیوسته با اسپهبدان و استنداران تبرستان وارد جنگ می‌شدند. تا زمان سقوط الموت در ۶۵۴ هجری، این مذهب پیروانی پراکنده در تبرستان پیدا کرده بود، که بیشتر در محدودهٔ غرب تبرستان و رویان حضور داشتند؛ ولی با روی کار آمدن ایلخانان، عرصه بر آنان تنگ شد و دیگر نشانی از ایشان باقی نماند.
با توجه به این که برخی از محدثان مذهب امامیه (دوازده‌امامی) و برخی یاران امامان این مذهب اهل تبرستان بوده‌اند و از آنجا راهی مراکز علمی امامیه شده بودند، می‌توان دریافت که کمابیش این مذهب در تبرستان پیروانی داشته‌است؛ اما این شیعیان امامی در انزوا به سر می‌بردند و شیعیان زیدی در مقایسه با آنان پویاتر و پرشمارتر بودند. این روند تا زمانی ادامه داشت که اسپهبدان باوندی مذهب رسمی خود را به امامیه تغییر دادند؛ لذا از حدود ۴۶۶ هجری، دوران رشد شیعه امامیه در تبرستان آغاز شد و تا ۶۰۶ هجری ادامه یافت. در این دوره اسپهبدان باوندی با حمایت از پیروان امامیه در داخل و خارج مرزهای خود، موجب ترویج بیشاپیش این آیین شدند و به عنوان نایبان مهدی سکه ضرب کردند. اولین اسپهبد امامی حسام‌الدوله شهریار بود که این مذهب را در ساری ترویج نمود. کمی بعد، در یکی از درگیری‌ها میان حکومت سلجوقیان و باوندیان، سنی‌هایی که در آمل حضور داشتند به حمایت از سلاجقه برخاستند ولی با پیروزی اسپهبدان، به اسارت درآمدند. از نکات جالب توجه این دوره دشمنی اسپهبدان باوندی با اسماعیلیان الموت بود که جنگ‌های سختی میان آنان ایجاد نمود. اوج این درگیری‌ها در زمان شاه غازی رستم روی داد. از دلایل حمایت اسپهبدان باوندی از امامیه، این بود که با کمک این مذهب می‌توانستند به بهترین وجه سلطه و استقلال سیاسی خود را کسب نمایند؛ کمااین‌که اسماعیلیه می‌بایست تابع خلفای مصر و امامان نزاری می‌بودند، زیدیه از ائمه جهادی خود پیروی می‌کردند و اهل تسنن پیرو خلافت عباسی بودند ولی امامیه مدعی قدرتمندی در حوزهٔ سیاست و حکومت نداشت.

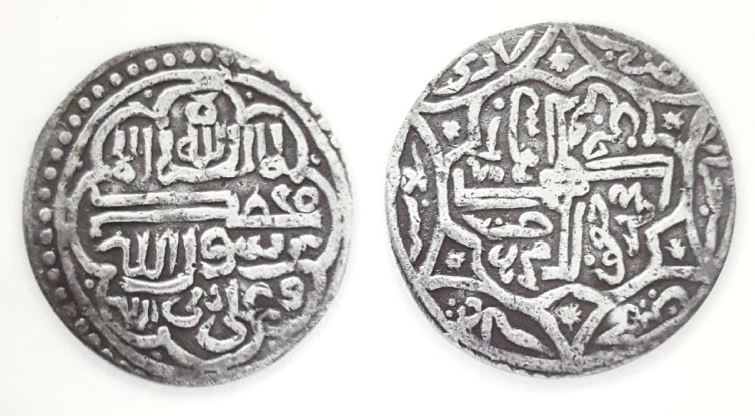
سکه ضرب‌شده در زمان کیا افراسیاب چلاوی. اسامی دوازده امام شیعیان بر این سکه نوشته شده‌است و بر سمت دیگرش عبارت «علی ولی‌الله» بر اصول شیعی تأکید دارد.

در قرون هفتم و هشم هجری و پس از دوران مغولان، به صورتی تدریجی تصوف و تشیع اثنی‌عشری، که پیش از این در جبههٔ مخالف یکدیگر بودند، در همدیگر تلفیق شدند؛ میر حیدر آملی، عالم شیعه قرن هشتم، صوفیان را «شیعیان خاص» خوانده‌است. از سوی دیگر، از قرن هفتم طریقت کبرویه، که از سنی‌های خراسان بودند، در زمان مرشدی نجم‌الدین کبری تدریجاً به شیعیان نزدیک شدند؛ چنان‌که یکی از مریدان این طریقت به نام سعدالدین حمویه امامان شیعه را برقرار کنندهٔ عدل در جهان می‌داند. نکات مشترک تصوف و شیعیان اثنی‌عشری، مانند وجود اصل ولایت و شخصیت زاهدانهٔ علی بن ابی‌طالب، موجب نزدیکی بیشتر این دو شد. علاءالدوله سمنانی (متوفای ۷۳۶ ه‍.ق) از مشایخ سنی‌مذهب کبرویه در قرن ۸، تنها علی را دارای هر سه جنبهٔ امامت، خلافت و ولایت کامل دانسته و به «کمال» او اعتقاد دارد. مردم در بسیاری از مناطق خاورمیانهٔ پس از حملهٔ مغول، به سوی خانقاه‌های صوفیان جلب شده‌بودند و در آنجا خود را از تعلقات دنیوی دور نگه می‌داشتند. در چنین شرایطی طرز تفکر شیخ خلیفهٔ آملی، که تلفیقی از تشیع و تصوف بود، در باشتین نشر یافت و توسط مریدان و جانشینانش گسترش یافت و حکومت سربداران را به وجود آورد. مصطفی مجد، مورخ معاصر، در این باره می‌گوید که در این دوره اندیشهٔ تصوف فعال در مقابل تصوف منفعل قرار گرفت. سربداران حکومتی پیرو تصوف و تشیع امامیه بودند که سازمان اجتماعی مبتنی بر مردم مظلوم و کمک به همنوعان در آن وجود داشت و اعضایش از تودهٔ پایین‌دست جامعه، یعنی کشاورزان و پیشه‌وران، تشکیل شده‌بود. هنگامی که امیر وجیه‌الدین مسعود به حکومت سربداران رسید، شیخ حسن جوری (شاگرد شیخ خلیفه و رهبر جریان شیخیه) را آزاد کرد و با کمک هم توانستند سراسر خراسان را تسخیر کنند. پس از این، سربداران دارای یک رهبر نظامی و یک رهبری مذهبی جداگانه بودند که دو جریان «سربداری» و «درویشی شیخیه» را در این حکومت به وجود آوردند. در این هنگام میر قوام‌الدین مرعشی، که بعدها لقب میربزرگ گرفت، در حدود سال ۷۴۳ هجری به خراسان رفت و مرید سربداران شده و تحت تأثیر «تعالیم انقلابی شیخیان» قرار گرفت. یعقوب آژند، مورخ معاصر، این تعالیم را شامل اصول تشیع اثنی‌عشری، مبارزه با تمامی جوانب ظلم در جامعه، فتوت و جوانمردی و کمک به فقرا، مساوات طلبی و ایجاد قسط اسلامی و بُعد مهدویت می‌داند. قوام‌الدین پس از چندی به مازندران بازگشت و مریدان خود را یافت. تفکرات او تلفیقی از تصوف و تعالیم شیعی بود و توانست با اتکا بر چارچوب انقلابی امامیه درویشان را از گوشه‌نشینی درآورد و به سوی جهاد و مبارزه سیاسی سوق دهد. این تفکر به خاطر نابسامانی‌های اجتماعی و فقر مردم آن زمانه و رویکرد فتوت و مساوات‌خواهی درویشان و پوشش درویشی و فقر قوام‌الدین، مورد اقبال عموم قرار گرفت. زمانی که قوام‌الدین به آمل بازگشته بود، حکومت این شهر در دست کیا افراسیاب چلاوی بود که به تازگی حسن باوندی را کشته بود و مشروعیت لازم برای حکومت نداشت. افراسیاب برای رسیدن به مشروعیت، عقیده‌های قوام‌الدین را پذیرفت و مرید او شد. اما در نهایت اتحاد قوام‌الدین و افراسیاب در هم شکست و قوام‌الدین مرعشی با کشتن افراسیاب حکومت خود، به نام مرعشیان، را تأسیس نمود. مدتی بعد، در نیمه نخست قرن نهم هجری، ملک کیومرث (حاکم پادوسپانیان) دین رسمی قلمرو غربی مازندران را نیز به شیعه امامیه تغییر داد و اهالی سنی مذهب رستمدار را به زور شیعه کرد.

### زبان
زبان مردم تبرستان، ربان تبری بوده‌است که در تاریخ به صورت‌های «ربان تبری» و «زفان طبری» ثبت شده و از قرن هفتم نام مازندرانی جایگزین نام طبری شد. در کتاب انتخابات البهیه به نقل از کتاب مسالک‌الممالک در باب ربان تبری آمده‌است: «تبرستان زمینی هامون است و کشاورزی کنند و ستور دارند و زبانی دارند نه تازی نه پارسی و بومی هستند که دیگر دیلمان زبان ایشان را ندانند و تا روزگار حسن بن زید مردم تبرستان و دیلمان کافر بودند.»
مقدسی در قرن چهارم هجری می‌نویسد: «زبان مردم گرگان و قومس با هم قرابت دارد و مردم آنجا «ه» را زیاد به کار می‌برند و می‌گویند «هاکن» و «هاده» و زبان مردم تبرستان بدان نزدیک است مگر آنکه در آن عجله و شتابناکی هست. زبان مردم دیلم پیچیده و برعکس است و گیلانیان «خ» را زیاد استعمال کنند.» به گفته حبیب برجیان، این نخستین متنی است که به ربان تبری اشاره می‌کند.
در زمان حکومت داعی کبیر، در شهرهای دشت تبرستان زبان عربی غالب شده بود و حتی سه قرن بعد، هنگامی که ابن اسفندیار تاریخ تبرستان را به نگارش درآورد، زبان عربی در آن می‌چلبید. اما در کوهستان‌های تبرستان فضای متفاوتی وجود داشت و ربان تبری به بقای خود در آن منطقه ادامه می‌داد. سده‌های چهارم تا ششم هجری، نخستین دورهٔ ادبیات طبری و عصر زرین این زبان بود و آثاری همچون مرزبان‌نامه، نیکی‌نامه، باوندنامه، شکره‌نامه و… هم در این دوران به ربان تبری تألیف شدند. این دوره با حمایت اسپهبدان تبرستان، تا قرن نهم هجری ادامه داشت. پژوهشگران همچنین برخی آثار فارسی را ترجمه‌هایی از ربان تبری در این عصر می‌دانند. همچون عبدالمجید بدوی که قابوس‌نامه را ترجمه دانست و حبیب برجیان که ویس و رامین را برگردان از گویش گرگانی می‌داند.
در قرون دهم تا دوازدهم هجری، پیروان زیدیه در شمال البرز نسخه‌هایی از مقامات حریری و تفسیر قرآن (که به نام تفسیر کتاب‌الله شناخته می‌شود)، را با سبک و شیوهٔ نوشتاری به‌خصوصی نگاشتند که در آن‌ها ترجمهٔ واژگان عربی به ربان تبری آمده‌است. این ترجمه‌ها که میراث ممتاز ربان تبری هستند، به گونه‌ای از زبان‌های کاسپین نوشته شده‌اند که به هیچ‌یک از دو زبان امروزی مازندرانی و گیلکی تعلق ندارد و حتی با ادبیات دوره نخست طبری هم اختلاف دارد؛ لذا لهجهٔ این آثار متعلق به حوزهٔ جغرافیایی محدود (احتمالاً حوالی رود چالوس) است و در زمانه‌ای محدود رواج داشت. پس از این دو دوره، دستهٔ دیگری از آثار به طبری وجود دارد که متعلق به عصر معاصر است و از قرن نوزدهم میلادی به کوشش مستشرقان غربی گردآوری شده‌است. این آثار مکتوب برای مازندرانی‌های کنونی قابل فهم هستند. کنزالاسرار که منسوب به امیر پازواری است و واژه‌نامه‌ای طبری به نام نصاب طبری از جمله آثاری است که در این دوره جمع‌آوری شدند.

## سلسله‌های تبرستان
- پهلوی
- علویان
- گاوباریان
- باوندیان
- پادوسبانیان
- کارنوندیان
- گشنسب شاهان